# Camera Națională a Cărții din Republica Moldova (CNCRM)

Camera Națională a Cărții din Republica Moldova (CNCRM) este o instituție complexă, reprezentând sursa principală pentru cunoașterea și păstrarea culturii naționale, integrând și valorificând patrimoniul cultural național scris, fondată la 17 martie 1950 prin Hotărârea Guvernului Republicii Moldova nr. 350/1950.
Camera Națională a Cărții din Republica Moldova (CNCRM) este Agenție Bibliografică Națională, conform Liniilor directoare UNESCO (Guidelines for The National Bibliographic Agency and The National Bibliography, 1974) și se încadrează la această categorie (de agenții bibliografice) prin atribuțiile și sarcinile ce-i revin.
CNCRM este abilitată prin Legea 939/2000 cu privire la activitatea editorială să exercite funcția de agenție bibliografică națională pentru serviciile publice prestate în domeniile biblioteconomico-bibliografic și editorial.
Fiind o instituție cu statut deosebit – infrastructură bibliografico-electronică națională, are misiunea de a constitui, dezvolta, administra, cerceta și prezerva patrimoniul documentar național – Depozitul Legal/Fondul Intangibil (cărți, publicații seriale, carte veche, incunabule, hărți, fotografii, materiale audio-vizuale, resurse electronice), tipărit pe teritoriul Republicii Moldova, de a efectua controlul bibliografic național, de a valorifica producția editorială națională sub aspectul cercetării statistice și bibliografice.

## Misiunea CNCRM
Administrarea patrimoniului documentar național (depozitul legal) de publicații (cărți, periodice, manuscrise, carte veche, incunabule, hărți, documente grafice, fotografii, microfilme, fotocopii, materiale audio-vizuale și resurse electronice) și promovarea producției editoriale din Republica Moldova pentru întreaga comunitate prin:
•       organizarea Depozitului Legal – fond intangibil, suport esențial pentru cunoașterea culturii și civilizației naționale;
•       efectuarea controlului bibliografic național și elaborarea repertoriului bibliografiei naționale;
•       evidența statistică a produselor editoriale naționale;
•       asigurarea prezenței Republicii Moldova în sistemul informațional/editorial/statistic internațional.

## Viziunea CNCRM
Instituție consecventă și transparentă, care arhivează, gestionează și valorifică o parte importantă a patrimoniului cultural național scris, capabilă să întărească prin activitățile sale identitatea culturală, actor activ în consolidarea societății moderne și bine informate, în transformarea cunoștințelor în cunoaștere prin resurse, servicii și produse.

## Istoric
- 17 martie 1950 – Hotărârea Sovietului Miniștrilor al RSS Moldovenești Nr 350 cu privire la "Organizarea Camerei Cărții în RSS Moldovenească"

Prima clădire în care a fost amplasată Camera Națională a Cărții (strada Gogol 11, actualmente – Mitropolit Bănulescu-Bodoni)

- Prima clădire în care a fost amplasată Camera Națională a Cărții (strada Gogol 11, actualmente – Mitropolit Bănulescu-Bodoni)martie 1950 – Prima clădire în care a fost amplasată Camera Națională a Cărții (strada Gogol 11, actualmente – Mitropolit Bănulescu-Bodoni)
- 27 mai 1953 – Camera Cărții trece în subordinea Ministerului Culturii înființat prin Hotărârea nr. 460 a Sovietului Miniștrilor al RSS Moldovenești din 27 mai 1953 "Cu privire la confirmarea structurii și statelor de personal a aparatului Ministerului Culturii al RSS Moldovenești”, decizie aprobată în corespundere cu Hotărârea Sovietului Miniștrilor al URSS nr. 1011 din 11 aprilie 1953. În componența ministerului au fost transmise toate întreprinderile, organizațiile, așezămintele, instituțiile de învățământ, organizațiile de cercetare științifică și proiectări, gospodăriile auxiliare, imobilele de locuit, garajele, depozitele și alte edificii aflate în gestiunea fostelor organizații de stat: Direcția pentru edituri și industrie poligrafică de pe lângă Sovietul Miniștrilor al RSSM; Direcția pentru instituțiile de iluminare culturală de pe lângă Sovietul Miniștrilor al RSSM; Comitetul pentru radio-informație de pe lângă Sovietul Miniștrilor al RSSM; Direcția Republicană Moldovenească pentru Resursele de Muncă
- 1 iunie 1957 – Camera Cărții primește statutul de Agenție Bibliografică Națională conform Liniilor directoare UNESCO (1950) și se încadrează la această categorie (de agenții bibliografice) prin atribuțiile și sarcinile cei revin
- 1958-1962 – Se formează bibliografia națională curentă. Își încep apariția "Cronica cărții" (ISSN 2953-7266), "Cronica articolelor de revistă" (ISSN 2953-7274), "Cronica articolelor de gazetă" (ISSN 2953-7282), "Cronica recenziilor"
- 12 ianuarie 1963 – Prin ordinul Nr 19 al Ministerului Culturii al RSSM, Camera Cărții primește titulatura de Camera de Stat a Cărții din RSSM
- ianuarie 1963 – "Cronica cărții" (ISSN 2953-7266), "Cronica articolelor de revistă" (ISSN 2953-7274), "Cronica articolelor de gazetă" (ISSN 2953-7282) și "Cronica recenziilor" sunt cumulate în "Cronica Presei RSS Moldovenești" (ISSN 0201-6761)
- 16 decembrie 1963 – În legătură cu organizarea Comitetului de Stat pentru Presă (din 1972 – Comitetul de Stat pentru Edituri, Poligrafie și Comerțul cu Cărți al RSSM, din 1990 – Departamentul de Stat pentru Edituri, Poligrafie și Comerțul cu Cărți) CNCRM trece în subordinea acestuia
- mai 1965 – Începe catalogarea centralizată pentru întreg sistemul de biblioteci din RM, prin elaborarea fișelor de catalog adnotate la cărți, articole din reviste și ziare

A doua clădire în care a fost amplasată Camera Națională a Cărții (strada Jukovski 16, actualmente – Nicolae Iorga)

- A doua clădire în care a fost amplasată Camera Națională a Cărții (strada Jukovski 16, actualmente – Nicolae Iorga)1966 – A doua clădire în care a fost amplasată Camera Națională a Cărții (strada Jukovski 16, actualmente – Nicolae Iorga)

A fost amenajată în anii 1820 - începutul anilor 1830 ca parte a străzii Iașilor, care trebuia să conecteze partea Galbinskaya și suburbiile orașului cu Grădina Publică fondată în 1818. Strada și-a primit numele – Iașilor – în cinstea capitalei Principatului Moldovei a orașului Iași. Lungimea acestei străzi este de numai 615 metri.
Aici erau puține instituții de stat, dar acestea au jucat un rol important în activitățile nu numai ale orașului, ci ale întregii provincii. Pe lângă casele rezidențiale ale cetățenilor bogați, pe Iașilor, iar din 1899 – Vasily Jukovski (în onoarea poetului rus), au existat biroul guvernatorului Basarabiei, birouri provinciale pentru zemstvă și afacerile orașului, pentru societăți, ca precum și departamentul provincial al Crucii Roșii (toți în casa 16). Partea principală a caselor, care au supraviețuit până în zilele noastre, a apărut aici în vremurile țariste. Dintre acestea se remarcă casa lui Nazarov (casa 12), construită la mijlocul secolului al XIX-lea și reconstruită în secolul al XX-lea. Pe strada Jukovski a fost și a 2-a școală primară pentru băieți a orașului (colțul Mateevici), construită în 1905, astăzi există un liceu. Și gimnaziul feminin al lui M. Nagovskaya (casa 9), iar în 1913-1917 – revista și ziarul "Cuvânt Moldovenesc".
După 1918, multe s-au schimbat dramatic pe stradă. În clădirea fostei școli publice (casa 2), a apărut a II-a școală primară masculină, la colțul cu strada Șciusev – o școală tehnică, o maternitate a lui R. Kurts, colegiul mic al județului Lăpușna (ambele în casa 17), precum și banca populară "Spiru Haret". La fel ca în vremurile țariste, aici locuia inteligența urbană. Strada era marcată la acea vreme de activitate revoluționară. În casa 25 în 1931-1932 funcționa o tipografie subterană a comitetului regional basarabean al Partidului Comunist din România, în care erau tipărite ziare și pliante comuniste. În anii 1930, strada a fost redenumită de trei ori. Numită în 1924 din nou în cinstea or. Iași - str. Iașilor, deja în 1931 strada a fost împărțită, iar părțile sale au primit denumiri noi. Zona dintre st. Mateevici (pe atunci - Str. Sfatul Țării) și Grădina Publică, ca și acum, a fost numită după cel mai mare istoric român Nicolae Iorga. În mai 1939, când Iorga a căzut în dizgrație la curtea domnească, strada s-a unit din nou și i s-a revenit numele de odinioară – Iașilor. Dar numele a durat doar... șase luni (!). Deja în decembrie aceluiași 1939, strada a fost numită după politicianul român Armand Călinescu. În 1944, i-a revenit din nou numele Jukovski. Păstrată pe stradă în toată perioada sovietică și un caracter "educativ" deosebit, devenit deja tradițional pentru ea. Aici s-au aflat Școala Gimnazială Nr.1 (casa 2) din Moldova), grădinița Nr. 28 (casa 11), precum și Comitetul pentru Învățământul Superior și Gimnazial de Specialitate, creat în 1960, reorganizat în 1962 în Ministerul Învățământului Public (casa 28). Mai exista o sală de sport a institutului agricol (casa 15) și registratura orașului (casa 1). În casa 28 în 1946-1956 a trăit un celebru biolog P. Dorofeev.
Strada nu s-a schimbat prea mult în anii 1960. Aici se aflau Institutul de Cercetare al Școlilor (clădirea 1), Camera Cărții (clădirea 16), creșele nr. 32 (clădirea 19) și gimnaziul KSHI mutat în clădirea 13. La acea vreme, instituții cu totul diferite. profil a apărut pe stradă - militarii. Acestea erau tribunalul militar și biroul comandantului militar al garnizoanei Chișinău (ambele în clădirea 20). În anii 50-70 între strada Pirogov (acum Kogălniceanu) și Kiev (acum 31 august 1989) au fost construite case cu 4-7 etaje. În clădirea 15, în 1979, a fost deschis Centrul Republican Științific și Metodologic de Artă Populară și Educație Culturală. Anii 80 nu au fost marcați de nimic semnificativ în viața străzii. Doar dacă viitorii jurnaliști nu au studiat în casa numărul 2 - oameni foarte zgomotoși. Schimbările din anii 1990 nu au afectat în mod deosebit strada. În 1991, strada poartă numele lui N. Iorga. Liceul "Prometeu" a apărut în clădirea 2, sediul principal al CDPP (clădirea 5), Casa Lucrătorilor din Învățământul Public (clădirea 11), Centrul Național de Artă Populară (clădirea 15), Camera de Comerț moldo-italiană. și Industrie (clădirea 20), teatrul "Eugen Ionesco" (casa 21/a), care recent "s-a mutat" în fostul club de noapte "Moskova". În 1992 a fost ridicat în stradă un bust al lui Nicolae Iorga.
1834-1899 – Iașilor
1899-1924 – Jukovski
1924-1931 – partea sudică - Armand Călinescu, partea nordică - Iașilor
1931-1939 – partea sudică - Nicolae Iorga
1931-1933 – partea nordică - C. Argintoianu
1933-1939 – partea nordică - Vasile Rudeanu
1939-1944 – Iаșilor
1944-1991 – Jukovski
din 1991 – partea sudică – Nicolae Iorga, partea nordică – Tricolorului

Corpusul de bibliografii retrospective "Cărțile Moldovei"

- 1968 – Încep a se edita fișele de catalog pentru articole din reviste și ziare pentru recenzii
- 1972 – În structura Camerei de Stat a Cărții este organizat serviciul "Bibliografie retrospectivă"
- 1973 – includerea în „Cronica presei RSS Moldovenești” a noii informații „Cronica publicațiilor de artă”; „Cronica publicațiilor de muzică”, „Materiale bibliografice ale Moldovei”;
- 1974 – Se inaugurează corpusul de bibliografii retrospective "Cărțile Moldovei"
- 1975 – A treia clădire în care a fost amplasată Camera Națională a Cărții (strada Gorki 5, actualmente – Maria Cebotari)

Monument de arhitectură de însemnătate națională, introdus în Registrul monumentelor de istorie și cultură a municipiului Chișinău la inițiativa Academiei de Științe.
La licitațiile publice organizate de Duma urbană între anii 1871, 1873, 1874, colonelul Fortunat Leonardovici Prjețlavsky a achiziționat trei loturi de pământ viran, pe care le-a unit într-o singură proprietate, cu o suprafață de 929 stânjeni pătrați, mărginit de străzile Buiucani (M. Cibotari), Reni (M. Kogălniceanu) și Livezilor (A. Mateevici). În anul 1876 a construit o casă la colțul cartierului, compusă din 7 odăi. Autorul proiectului este arhitectul A.I. Bernardazzi. În 1888-1891 casa este atestată în proprietatea lui Leonid Pavlovici Leonard. În 1903 această casă aparținea Nadejdei Leonard. Este o casă, construită într-un parter, unghiulară în plan, amplasată la colțul cartierului, cu aripa lungă aliniată liniei roșii a străzii M. Kogălniceanu. Planimetria este modificată în scopul ajustării unor funcții sociale.

Vilă urbană a familiei Leonard

Arhitectura fațadelor este în stil eclectic, cu detalii renascentiste. Fațada principală, aliniată străzii M. Kogălniceanu, are 9 axe compoziționale, toate goluri de ferestre, dintre care cea centrală a fost suprimată pentru o intrare tardivă. Fațada secundată, orientată spre strada Cibotari – 7 axe, toate goluri de ferestre, cu evidențierea axei de simetrie printr-o compoziție cu o firidă centrală, unite printr-o arhivoltă. Colțurile clădirii sunt vizual întărite prin rezalite, încununate cu frontoane triunghiulare. Ferestrele sunt umbrite de cornișe rectilinii, susținute de console cu frize cu motive florale..
- 1980 – CNCRM este reamplasată în clădirea de bulevardul Ștefan cel Mare 180, clădire construită în baza unui proiect cu destinație specială pentru editurile de stat din republică și Camera Națională a Cărții

- 1986 – În structura Camerei de Stat a Cărții sunt organizate serviciile "Redactare și Editare" și "Sociologia Cărții"
- 1991 – "Cronica Presei RSS Moldovenești" (ISSN 0201-6761) își schimbă denumirea în "Cronica Presei" (ISSN 1026-3411)
- 2 februarie 1993 – Prin Ord. Nr 9 al Departamentului de Stat pentru Edituri, Poligrafie și Comerțul cu Cărți instituția se reorganizează în Camera Națională a Cărții din Republica Moldova
- 1 decembrie 1993 – Prin Ord. Nr 49 al Departamentului de Stat pentru Edituri, Poligrafie și Comerțul cu Cărți în cadrul CNCRM este fondată de Agenție Națională ISBN (International Standard Book Number) – cod de identificare a cărților, astfel asigurând prezența informației despre publicațiile tipărite în Republica Moldova în banca internațională de date și în anuarul "Publisher’s International ISBN Directory", iar raportul asupra activității agenției se publică anual în buletinul "ISBN Review"[2];
- 1995 – CNCRM devine membru al secției Index Translationum pe lângă UNESCO (Paris), elaborând în acest scop "Bibliografia Națională a Traducerilor", cu informația despre publicațiile traduse, și apărute în RM
- 5 iunie 1995 – Camera Națională a Cărții este responsabilă pentru acordarea codurilor de bare publicațiilor cu prefixele 977 pentru periodice, 978 pentru cărți și 979 pentru cărți și note muzicale
- 30 noiembrie 1995 – CNCRM obține statutul de instituție de cultură și artă de o importanță deosebită
- 1997 – începutul informatizării CNCRM
- 1999 – "Cronica Presei" (ISSN 1026-3411) își schimbă titulatura în "Bibliografia Națională a Moldovei"(ISSN 1857-0550, E-ISSN 1857-3266)
- 2001 – CNCRM devine Centru Național de Catalogare și Clasificare (CIP – Catalogarea Înaintea Publicării) – descriere bibliografică a publicației, care facilitează munca bibliotecarului și a editorului
- 2001 – CNCRM este responsabilă pentru expertizarea/certificarea producției poligrafice în vederea scutirii de TVA
- 2001 – Apariția fasciculei anuale „Seriale”
- 2003 – CNCRM îi revine funcția de Agenție Națională ISMN (International Standard Music Number) – cod de identificare a documentelor pentru muzica tipărită
- 2004 – Instituția acoperă și atribuțiile Centrului Național ISSN (International Standard Serial Number) – cod de identificare pentru reviste și gazete, informație care se actualizează mereu, odată cu apariția noilor titluri de revistă și gazetă fiind transmisă ulterior Centrului Internațional ISSN (Paris)
- 2004 – CNCRM primește și repartizează exemplarele de depozit legal bibliotecilor beneficiare;
- 10-11 septembrie 2012 – The 40th Annual General Meeting of the ISBN Agency’s;
- 12 septembrie 2012 – The 20th Panel Meeting and 6th Annual General Meeting of the International ISMN Agency;
- 18 aprilie 2019 – Conferința națională „Sistemul Editorial Național - Camera Națională a Cărții: interacțiuni și paradigme”, ed. I-aMarca "Bibliografia Națională a Moldovei"

Marca "Bibliografia Națională a Moldovei"

- februarie 2024 – a fost înregistrată marca "Bibliografia Națională a Moldovei", confirmând astfel dreptul exclusiv al CNCRM de a dispune de această marcă, de a o utiliza și de a interzice folosirea ei de către terți

## Funcțiile și atribuțiile CNCRM
Camera Națională a Cărții din Republica Moldova, în temeiul Legii nr. 939/2000 privind activitatea editorială, cu modificările și completările ulterioare, exercită un ansamblu de atribuții esențiale cu caracter național, integrându-se plenar în arhitectura instituțională a domeniului cultural și informațional.
Aceasta deține competențe funcționale extinse în cadrul sistemelor biblioteconomic, bibliografic și informațional, editorial, precum și statistic-editorial, contribuind la dezvoltarea, coordonarea și monitorizarea proceselor care susțin circuitul valorii culturale și științifice.
Totodată, Camera Națională a Cărții îndeplinește, cu autoritate și responsabilitate, funcția de Agenție Bibliografică Națională, asumându-și rolul de entitate centrală în colectarea, validarea și diseminarea datelor bibliografice oficiale, în conformitate cu standardele naționale și internaționale în domeniu.
CNCRM exercită următoarele funcții de bază în calitate de:
- Arhivă Națională a Depozitului Legal;
- Agenție Națională pentru Depozit Legal;
- Centru Statistic al Producției Editoriale Naționale;
- Centru al Bibliografiei Naționale;
- Centru Național CIP (Catalogarea înaintea Publicării);
- Agenție Națională ISBN Moldova;
- Agenție Națională ISMN Moldova;
- Centru Național ISSN Moldova;
- Centru Index Translationum Moldova.

Legea nr. 939/2000 privind activitatea editorială, Articolul 19. Camera Națională a Cărții din Republica Moldova
(1) Camera Națională a Cărții din Republica Moldova este o instituție publică din domeniul activității editoriale și de informare care deține Arhiva depozitului legal, sursă esențială documentară pentru cunoașterea culturii și civilizației naționale scrise, și, la nivel național, îndeplinește următoarele funcții de bază:
a) constituie, prelucrează, dezvoltă, prezervă și pune în valoare fondul de resurse care fac obiectul depozitului legal;
b) organizează depozitul legal conform art. 18;
c) în calitate de centru național bibliografic, elaborează bibliografia națională curentă și bibliografia națională retrospectivă a Republicii Moldova pe categorii de documente, indiferent de suport;
d) în calitate de centru național bibliografic, realizează controlul bibliografic național ca parte a controlului bibliografic universal;
e) în calitate de centru național CIP, administrează Programul CIP în Republica Moldova și efectuează catalogarea înaintea publicării;
f) în calitate de centru statistic al producției editoriale naționale, efectuează evidența statistică a producției editoriale naționale apărute pe teritoriul Republicii Moldova, prezentând informațiile corespunzătoare Ministerului Culturii și Biroului Național de Statistică, altor factori de resort; elaborează și editează resurse de conținut statistic privind producția editorială în Republica Moldova;
g) aplică la nivel național sistemul de identificare standardizată a resurselor bibliografice (ISBN, ISSN, ISMN etc.);
h) asigură ținerea bazelor de date „ISBN-Moldova”, „Editorii Moldovei” ca parte a Registrului Internațional al Editorilor, a bazei de date „ISMN-Moldova” ca parte a Music Publishers’ International ISMN Database, a bazei de date "ISSN-Moldova” ca parte a Registrului Global pentru Resurse Continue, integrarea lor în bazele internaționale de date ISBN, ISMN, ISSN;
i) asigură crearea colecțiilor digitale, managementul, integrarea și promovarea lor la nivel național și internațional;
j) asigură expertizarea producției editoriale în scopul scutirii de TVA pentru serviciile vamale, serviciile de vânzare/editare a producției editoriale (cărți, publicații seriale, hărți, atlase etc.) importate în țară;
k) prestează servicii bibliografice conform tarifelor aprobate.
(2) Fondul intangibil de resurse și bazele de date ale Camerei Naționale a Cărții din Republica Moldova sunt proprietate a statului și se află sub protecția acestuia.

## Organigrama
- Direcția „Tehnologia Informației”;
- Secția „Primirea și Înregistrarea Documentelor. Programul CIP”;
- Secția „Bibliografie Națională”;
- Secția „Statistica Industriei Editoriale Naționale. Arhiva Depozitului Legal de Documente”;
- Secția „Marketing și Comunicare”;
- Secția „Digitizarea Documentelor DL”.

## Directorii CNCRM

Cozonac Grigore Eudochim (25.12.1914 – 1986)

### Cozonac Grigore Eudochim (25.12.1914 – 1986)
Perioada: 1950 – martie 1970

### Olaru Andrei Pavel (02.04.1923 – 2001)
Perioada: martie 1970 – octombrie 1977

### Sanalatii Nicolae Carp (13.12.1924 – 20.06.2012)
Perioada: decembrie 1977 – august 1985                

### Lungu Vladimir Nicolae (25.05.1924 – 06.10.1986)
Perioada: septembrie 1985 – august 1986               

### Selin Axenia (24.08.1947 – )
Perioada: octombrie 1986 – decembrie 1991          

### Chitoroagă Valentina(13.03.1952 – )
Perioada: decembrie 1994 – februarie 2019            

### Cozonac Renata (30.09.1976 – )
Perioada: februarie 2019 –                                                           

## Bibliografia Națională a Moldovei

BNM: 50 ani de la apariția primului număr

În 1958-1963 se formează bibliografia națională curentă. Își încep apariția „Cronica cărții”, „Cronica articolelor de revistă”, „Cronica articolelor de gazetă”, „Cronica recenziilor”, cumulate ulterior în „Cronica presei RSS Moldovenești”, apoi în „Cronica presei”, titulatura fiind modificată în 1999 în „Bibliografia Națională a Moldovei”.
Camera Națională a Cărții din Republica Moldova (CNCRM) este și Agenție Bibliografică Națională, și în această calitate elaborează bibliografia națională a Moldovei. Agenția bibliografică națională înregistrează toate publicațiile, având acces direct la resursele intrate cu titlu Depozit Legal, ca rezultat al aplicării Legii cu privire la activitatea editorială și a Regulamentului de funcționare a depozitului legal de documente în Republica Moldova. 
"Bibliografia Națională a Moldovei" (BNM) reflectă producția națională editorială curentă, constituind ansamblul resurselor în format tipărit sau electronic, editate pe teritoriul Republicii Moldova. Este disponibilă atât sub formă de resursă în continuare tradițională, cât și în format PDF în baza de date a CNCRM, și pe site-ul CNCRM. 
Categoriile de resurse ce fac obiectul "Bibliografiei Naționale a Moldovei" cum ar fi: resurse monografice (cărți, broșuri); muzica tipărită (partituri); resurse cartografice (hărți, atlase, globuri); resurse grafice, resurse electronice, resurse audio-vizuale (discuri, diapozitive); cât și părți compo-nente din seriale sunt grupate pe compartimente, conform genurilor lor:
•       "Cronica cărții"

•       "Cronica referatelor tezelor"
•       "Cronica documentelor de muzică tipărită"
•       "Cronica documentelor grafice"
•       "Cronica bibliografiei de bibliografii"
•       "Cronica recenziilor"
•       "Cronica resurselor electronice"
•       "Cronica articolelor de revistă"
•       "Cronica articolelor de gazetă".
Descrierile bibliografice ale resurselor enumerate mai sus se elaborează de visu, pe baza existentului de titluri din Depozitul legal al Camerei Naționale a Cărții.
"Bibliografia Națională a Moldovei" are un cuprins structurat pe clasele, diviziunile și subdiviziunile Clasificării Zecimale Universale și indexuri alfabetice de nume, de titluri, de subiecte, de ISBN eronate.

## Publicații
- Bibliografia Națională a Moldovei (până în 1999 - Cronica Presei)
- Cărțile Moldovei
- Publicațiile Moldovei
- Colecția „Basarbiana”
- Revista Camerei Naționale a Cărții = National Book Chamber's Journal